# 1812年の相撲
1812年の相撲（1812ねんのすもう）は、1812年の相撲関係のできごとについて述べる。

## 興行
- 4月場所（江戸相撲）[1]
  - 興行場所:深川元町神明宮社内
  - 5月29日（旧4月19日）より晴天10日間興行
    - 5日目で打ち切り。
- 5月場所（大坂相撲）[2]
  - 興行場所:難波新地
- 7月場所（京都相撲）[3]
  - 興行場所:二条川東
  - 晴天10日間興行
- 9月場所（大坂相撲）[3]
  - 興行場所:難波新地
- 11月場所（江戸相撲）[4]
  - 興行場所:本所回向院
  - 12月12日（旧11月9日）より晴天10日間興行